# Pont de l'Abîme

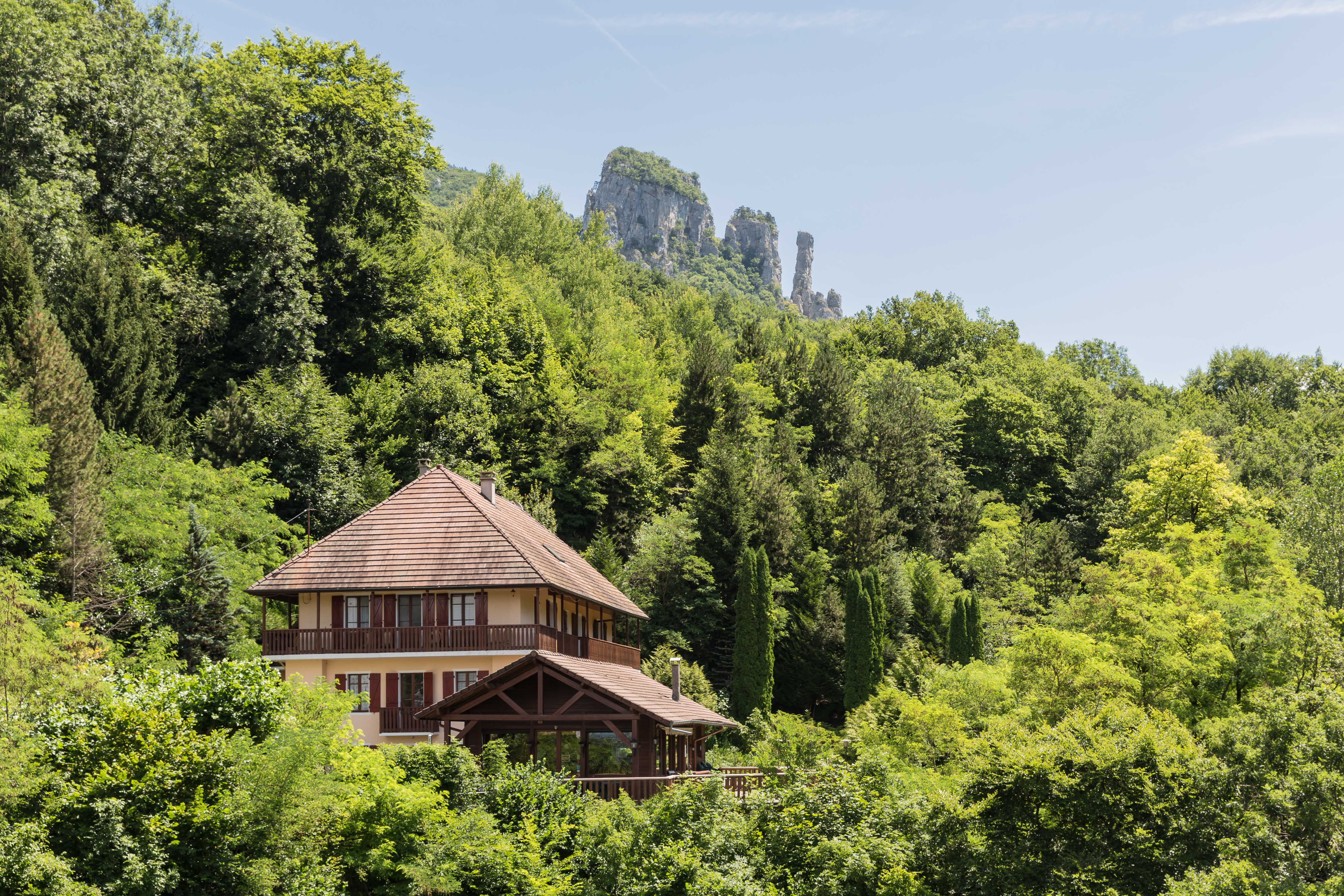
Hôtel restaurant "Abîme" et vue ouest des tours Saint-Jacques en arrière-plan, depuis le pont de l'Abîme.

Le pont de l'Abîme est un pont suspendu dans le département de la Haute-Savoie, dans le sud-est de la France. D'une portée de 74,80 mètres, cet ouvrage d'art permet à la route départementale 31 reliant directement les communes de Cusy et de Gruffy de franchir le Chéran à sa sortie de la cluse de Bange à une hauteur (tirant d'air) de 96 mètres. Il permet surtout d'éviter un détour de près de 8 kilomètres par l'amont de la rivière. La circulation automobile ne peut s'y effectuer que de manière alternée en raison de sa largeur restreinte qui ne permet pas le passage des véhicules à gros gabarit. Sa charge maximale tolérée est de 19 tonnes.

## Histoire
Dès l’année 1855, l'ingénieur de la Compagnie générale des mines d'or, Dutrait, prédisait l'aménagement d’un pont entre Gruffy et Cusy sur le même emplacement. En effet, la présence d’une paroi rocheuse de chaque côté de la rivière — ayant probablement pour origine un verrou glaciaire érodé, comme les tours Saint-Jacques voisines —, faciliterait la construction d’un pont, sans obligation pour les routes d’accès de descendre au fond du val à 90 m plus bas, ce qui les rendraient moins escarpées. Mais le projet ne sera engagé que 25 ans plus tard. Cependant quelques incidents qui eurent lieu les années précédentes sur des ponts suspendus rendaient les autorités publiques plutôt méfiantes.
En 1861 une société de Châteauneuf-sur-Loire qui intervenait pour des réparations sur le Pont de la Caille à Allonzier est sollicitée pour la construction du futur pont de l'Abîme. Jusqu’en 1880, les municipalités de Cusy et Gruffy, par manque de fonds nécessaire à sa réfection demandèrent inlassablement à faire classer « d’intérêt commun » la route existante près de Vernet côté Gruffy et les Crés côté Cusy, avec la construction d’un pont public près de la passerelle payante existante. Ainsi, les frais d’établissement et d’entretien de cette voie seraient pris en charge par l’État et le Département; seules les journées de prestation leur incomberaient. Malgré son escarpement, elles jugeaient cette voie indispensable pour desservir des hameaux importants, les maisons isolées et les usines au fond du val : Christollet, Vautrey et Bourgeois.
L’ingénieur voyer cantonal Charvier lui-même était hostile à l’idée d’une voie nouvelle établie loin des agglomérations, tout au sud de la commune de Gruffy et étudia dans son rapport du 12 décembre 1879, un projet d’un pont proche de la passerelle avec développement des voies y accédant à une date où le site du ravin de l’Abîme n’était pas loin d’être acquis pour la construction d’un pont.
Voici les principales étapes de la décision de construction de ce dernier pont marquées par le voyage initial de Monsieur le Préfet en 1879 suivi d’une lettre adressées aux municipalités intéressées. Le marché a été confié à l'Entreprise Arnodin Fernand, ingénieur constructeur spécial de ponts suspendus à Châteauneuf-sur-Loire. L'ingénieur Ferdinand Arnodin venait de révolutionner la construction des ponts suspendus en utilisant trois techniques révolutionnaires : 
- Les câbles toronnés[1] à torsion, plus résistants que les câbles à fils parallèles[4].
- Les caissons disposés sous le pont afin de raidir le tablier[1].
- Un pilier creusé dans la roche autour duquel les câbles sont enroulés[1].

La soumission pour la construction du pont est datée du 9 août 1884. Le marché définitif fut passé peu après et approuvé seulement le 29 avril 1887 à cause de retards dans le vote définitif des crédits nécessaires. Le coût total de l'ouvrage fût de 65 000 francs or (soit 259 440 euros).
Les travaux débutèrent en juin-juillet 1887 et furent rondement menés, puisqu’on pouvait lire sur le journal local « L’Industriel Savoisien » du 7 janvier 1888 « Les travaux du pont de l’Abîme avancent rapidement. On espère qu’à la fin du mois de janvier les communes de Gruffy et de Cusy seront enfin reliées par un pont dont la construction hardie fera l’admiration de tous ceux qui le visiteront ». Du côté de Gruffy, les câbles passent autour d'un pilier directement taillé dans la roche urgonienne très dure caractéristique du massif des Bauges. Pour tester la solidité de l'ouvrage 53 tonnes de sables furent répartis sur toute la surface du pont pendant 48 heures.
Au mois de janvier 1888, une charrette de 7 tonnes tirée par 4 chevaux traverse sans problème, suivie par l'envahissement du pont par la population locale enthousiaste. La réception provisoire eut lieu le 11 février 1888 — des centaines de personnes vinrent admirer le pont — mais la réception définitive eut lieu le 25 mars 1891. Très vite le pont devint une attraction touristique majeure du secteur, depuis Aix-les-Bains et Annecy. Des voyages en calèche étaient organisés pour le service d'une clientèle fortunée.
Dans la nuit du 15 au 16 août 1944, pour éviter la destruction du pont par les soldats allemands, les habitants du secteur démontent tous les madriers de chêne et les cachent dans les granges et les mazots. Ils seront replacés après la libération de la Haute-Savoie.
L'ensemble du site et de ses abords est inscrit depuis le 26 juillet 1946 au titre des lois du 21 avril 1906 et du 2 mai 1930.
La fête du centenaire de sa construction a été célébrée le 23 août 1987.
Le 20 juillet 2013, les coureurs du Tour de France, partis d'Annecy, ont emprunté le pont de l'Abîme, pour une étape à travers les Bauges (col des Prés, col de Plainpalais, le Revard).
En 2018, le pont de l'Abîme apparaît dans le film Gloire et Déshonneur, célébrant la résistance savoyarde. Il figure aussi dans le 6e épisode de la série Sortie de Secours de Richard Delay.
En 2023, le pont apparaît dans le film En attendant la nuit.